# 珀瑟 (汝拉省)
珀瑟（法語：Peseux，法語發音：[pəzø]）是法国汝拉省的一个市镇，位于该省西北部，属于多勒区。

## 地理
珀瑟（46°59'34"N, 5°21'59"E）面积5.36 平方千米，位于法国勃艮第-弗朗什-孔泰大區汝拉省，该省份为法国东部内陆省份，北起上索恩省，西北接科多尔省，西临索恩-卢瓦尔省，南至安省，东与杜省和瑞士接壤。
与珀瑟接壤的市镇（或旧市镇、城区）包括：尚迪韦尔、绍桑、舍曼、杜河畔隆维、圣欧班、圣卢。

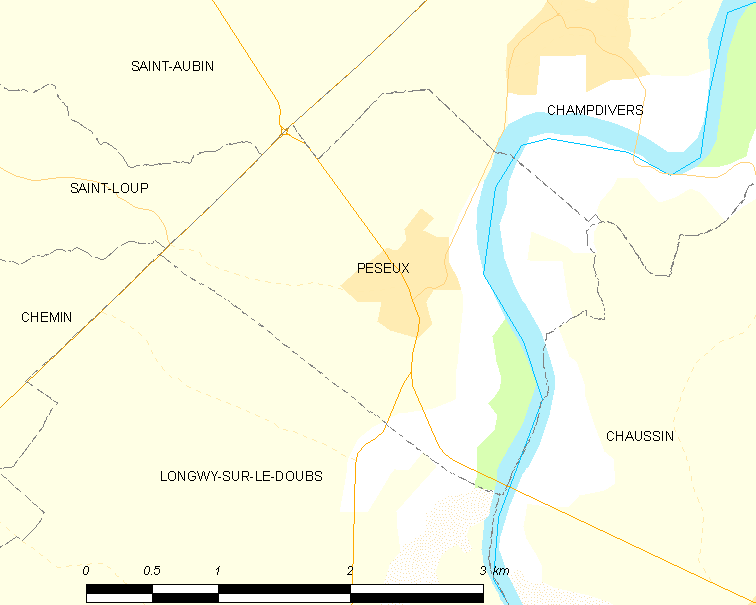
的OSM定位图

珀瑟的时区为UTC+01:00、UTC+02:00（夏令时）。

## 行政
珀瑟的邮政编码为39120，INSEE市镇编码为39412。

## 政治
珀瑟所属的省级选区为塔沃县。

## 人口

1962-2008年间人口变化图示

珀瑟于2022年1月1日时的人口数量为295人。